# كأس العالم 2010 المجموعة الثانية
مباريات المجموعة الثانية من كأس العالم لكرة القدم 2010 سوف تلعب من 12-22 يونيو.

|  |

| م | الفريق         | لعب | ف | ت | خ | أ.له | أ.ع | أ.ف | نقاط | التأهل                      |
| - | -------------- | --- | - | - | - | ---- | --- | --- | ---- | --------------------------- |
| 1 | الأرجنتين      | 3   | 3 | 0 | 0 | 7    | 1   | +6  | 9    | تأهل إلى مرحلة خروج المغلوب |
| 2 | كوريا الجنوبية | 3   | 1 | 1 | 1 | 5    | 6   | −1  | 4    | تأهل إلى مرحلة خروج المغلوب |
| 3 | اليونان        | 3   | 1 | 0 | 2 | 2    | 5   | −3  | 3    |                             |
| 4 | نيجيريا        | 3   | 0 | 1 | 2 | 3    | 5   | −2  | 1    |                             |

## الاستعدادات
على الرغم من ضعف خبرة دييغو مارادونا في مجال التدريب إلا أنه استطاع أن يقود منتخب الأرجنتين للفوز في 5 مباريات دولية ودية متتالية قبل بداية البطولة وكانت على منتخبات كوستاريكا 3-2، جامايكا 2-1، ألمانيا 1-0، هايتي 4-0، وكندا 5-0 إلا أن بعض النقاد عاب عليه مواجهة منتخبات متواضعة باستثناء التغلب على الألمان.
وجد الاتحاد النيجيري ضالته في السويدي لارس لاغرباك لتدريب منتخبه الوطني وعينه رسميًا في 26 فبراير 2010  أي قبل بداية البطولة بأربعة أشهر فقط ويستمر عقده لمدة خمسة أشهر فقط. استطاع لاغرباك أن يترك بصمة واضحة على نتائج منتخب نيجيريا حيث في خلال 4 مباريات فاز في مباراتين على جمهورية الكونغو الديمقراطية 5-2 وكوريا الشمالية 3-1 وتعادل مرتين مع السعودية سلبيًا وكولومبيا 1-1.
فضل مدرب منتخب كوريا الجنوبية هو يونغ مو خوض 11 مباراة دولية ودية في سنة 2010 من أجل تجربة أكبر عدد من اللاعبين وإيجاد طريقة اللعب المناسبة حيث استطاع تحقيق الفوز في 7 مباريات على منتخبات فنلندا 2-0، لاتفيا 1-0، هونغ كونغ 5-0، اليابان 3-1 و2-0، ساحل العاج 2-0، والإكوادور 2-0 بينما تعرض للخسارة في المباريات الأربع المتبقية من زامبيا 2-4، الصين 0-3، روسيا البيضاء وإسبانيا بنفس النتيجة 0-1.
يواصل المدرب الألماني أوتو ريهاغل تدريب منتخب اليونان للسنة التاسعة على التوالي وقرر لعب 3 مباريات ودية فقط في سنة 2010 حيث تعادل في واحدة مع كوريا الشمالية 2-2 وخسر مرتين من السنغال والباراغواي بنفس النتيجة 0-2 مما يزيد من قوة الانتقادات الداخلية التي تطالب بتغييره بسبب إصراره على اللعب بخطط دفاعية والاحتفاظ باللاعبين المخضرمين وعدم إفساح المجال للاعبين الشبان.

## التشكيلات
أثار قرار مارادونا استبعاد العديد من نجوم كرة القدم الأرجنتينية عن التشكيلة الكثير من اللغط خصوصًا الظهير خافيير زانيتي ولاعب الوسط استبان كامبياسو اللذان ساهما في تتويج فريق إنتر ميلان بثلاث بطولات في موسم 2009-2010 وكذلك لاعب وسط ريال مدريد فرناندو غاغو وقلب الدفاع غابرييل ميليتو وصانع الألعاب ليساندرو لوبيز وتفضيل المخضرمان صاحب الخمسة وثلاثين سنة لاعب الوسط خوان سيباستيان فيرون وصاحب الستة والثلاثين سنة المهاجم مارتن باليرمو عليهم بينما لم يقتنع مارادونا باستدعاء المهاجم دييغو ميليتو إلا بعد تقديمه لأداء عالي المستوى في المباراة النهائية في بطولة دوري أبطال أوروبا أمام نادي بايرن ميونخ الألماني وتسجيله هدف المباراة الوحيد.
لم يثر لاغرباك أي انتقادات حيث استدعى جميع نجوم منتخب نيجيريا المعروفين ولكنه تعرض إلى ضربة قاصمة باستبعاده رغمًا عنه لاعب الوسط جون أوبي ميكيل بسبب الإصابة واستدعاء إديي عيدي براون مكانه.
قرر مدرب منتخب كوريا الجنوبية هو يونغ مو استبعاد المهاجم لي كيون هو بسبب عدم استعادته مستواه السابق واللاعب شين هيونغ مين بسبب الأداء الضعيف في المباريات الودية.
واصل الألماني أوتو ريهاغل مدرب منتخب اليونان الاعتماد على اللاعبين المخضرمين باستدعاء 8 لاعبين تزيد أعمارهم عن 30 سنة. وكان ريهاغل قرر في اللحظة الأخيرة ضم المدافع جوركاس سيتاريديس ولاعب الوسط كريستوس باتساتزوغلو بسبب الاطمئنان على لياقتهما البدنية حيث لم يلعبا كثيرًا مع ناديهما في موسم 2009-2010.

## المباريات

### اليونان-كوريا الجنوبية
قبل ركلة البداية لمباراة كوريا الجنوبية واليونان تعرض المدافع اليوناني فانجيليس موراس للإصابة  مما أجبر ريهاغل على اشراك أفرام بابادوبولوس ثم تعرض 3 لاعبين من منتخب اليونان وهم جيورجيوس ساماراس، أنجيلوس خاريستياس، وسوتيريس نينيس لسرقة ما مقداره 2000 يورو. وفي الجانب المقابل فإن أكبر مشاكل المدرب مو هي عدم اكتمال اللياقة البدنية للمهاجم لي دونغ غوك ولاعب الوسط بارك جي سونغ. صرح المدافع الشاب لي جونغ سو قائلا «أعتقد أنه يتوجب علينا التغلب على اليونان من أجل تعزيز تأهلنا إلى الدور الثمن النهائي حيث سنكون مركزين على تحقيق نتيجة الفوز فقط». عندما بدأت المباراة استطاعت كوريا الجنوبية أن تفاجئ أبطال أوروبا 2004 بهدفين لتحصد أولى نقاطها في البطولة. نجح لي يونغ سو في تسجيل الهدف الأول في الدقيقة السابعة عبر ركلة ثابتة قريبة للغاية من راية الركلة الركنية على يمين مرمى المنتخب اليوناني نفذها كي سونغ يونغ لتصل إلى لي تشون سو الذي وضع الكرة في الشباك من مسافة قريبة. في الدقيقة 52 استطاع بارك جي سونغ الضغط على المدافع اليوناني لوكاس فينترا الذي استلم تمريرة من زميله فاسيليس توروسيديس في المناطق الدفاعية لليونان لينطلق بسرعة كبيرة للغاية متجاوزًا فينترا وأفرام بابادوبولوس قبل أن يضع الكرة من أسفل الحارس أليكساندروس تزورفاس لتذهب إلى الشباك معلنًا عن الهدف الثاني للمنتخب الكوري الجنوبي. بعد المباراة قال بارك جي سونغ ‹‹إنه لشرف أن يتم اختياري كأفضل لاعب، أنا سعيد جداً لأننا حققنا الفوز في هذه المباراة خاصة أنها أول مباراة في أفريقيا›› أما المدرب مو فقد قال ”لم تكن المباراة سهلة فليس هناك مباراة سهلة في كأس العالم والآن سنحاول بذل جهدنا في المباريات المقبلة لمحاولة التأهل. جميع اللاعبين كانوا مدهشين اليوم وأنا سعيد جداً“  أما في الجانب اليوناني فقد قال ساماراس ’بالنسبة لكوريا نعم هم فريق جيد، لكننا خسرنا بسبب أخطاءنا نحن فقد سمحنا لهم بالتسجيل ولم نستغل فرصنا ولم نستغل كذلك عدد كبير من الركنيات سنحت لنا‘  أما ريهاغل فقد قال ”لقد كان بإمكاننا أخذ التقدم والريادة لكننا فشلنا في التسجيل، ثم تلقينا هدف من كرة ثابتة لأننا لم نكن حذرين فكان هناك كثير من اللاعبين لم يقوموا بإبعاد الكرة. نحن كنا نعرف أن الكوريين سريعين جداً وأنهم يقاتلوا على الكرة حتى النهاية، لقد حاولنا التفوق على هذا لكننا لم ندخل في أجواء المباراة وقد كنا غير محظوظين في تبديلين قمنا بهما. لقد كان فوزاً مستحقاً لكوريا“.

### نيجيريا-الأرجنتين
قرر رئيس الاتحاد النيجيري لولو ساني رصد مكافئات للاعبي منتخب بلاده إذا استطاعوا التغلب على منتخب الأرجنتين خصوصا أن المباراتين التين سبق أن تواجها معا انتهت بفوز الأخير 2-1 في 1994 و1-0 في 2002  وقد قال نوانكو كانو : ”الأرجنتين تمتلك لاعبين كبار والجميع يحترمونهم. نحن أيضًا نُقر بأنهم لاعبين ممتازين وعظماء لكن الأرجنتين بالتأكيد تبادلنا الاحترام لأنهم يعرفون قيمة فريقنا وأن لدينا الكثير لنقدمه في أي وقت. بالفعل ستكون مباراة صعبة للغاية لكن أعتقد أننا قادرين على تحقيق الفوز. إنه كأس العالم وأي شيء ممكن الحدوث. أنتم تعلمون أن النتيجة تكون متقاربة عندما نواجههم في المحافل الكبرى. أتوقع أن تكون النتيجة 2-1 أو 1-0 يوم السبت وسيكون الفوز من نصيبنا“  بينما قال المهاجم أوبافيمي مارتينز : ”الناس يتحدثوا عن ميسي كثيراً، وينسون وجود لاعبين مميزين مثل تيفيز وميليتو. من المهم لنا مواجهتهم جميعاً على المستوى الفردي والتقني، ونحن لدينا لعبتنا الخاصة كذلك مع نجوم نمتلكهم“  وفي المقابل في أرسل مارادونا تحديا للجميع بقوله : ”أعد الأرجنتينيين بمشاهدة فريقهم في سبع مباريات في كأس العالم، إن الفوز على مثل هذا الفريق يتطلب اللعب باثنين وعشرين لاعبا، لأن لاعبي المنتخب الأرجنتيني مستعدون للتضحية بحياتهم هنا“  بينما أرسل مدرب الأحمال فرناندو سينوريني اتهاما إلى الاتحاد الدولي لكرة القدم قائلا : ”الفيفا قلقون بشأن المنشطات، لكنهم لا يأبهون على الإطلاق عندما يشارك اللاعبون في 70 مباراة في السنة بجانب ترحالهم من مكان لمكان لخوض المباريات“. قال قلب الدفاع نيكولاس بورديسو : ”أعتقد أن البدء بانتصار وأداء مميز أمر غاية في الأهمية، هناك الكثير من الإثارة والقلق والبداية بـ3 نقاط يعني الكثير“. بدأت المباراة في الساعة الرابعة بالتوقيت المحلي. أسفر الضغط الأرجنتيني في الدقيقة السادسة عن الهدف الأول عبر ركلة ركنية نفذها لاعب خط الوسط المُخضرم خوان سيباستيان فيرون من الجهة اليُمنى للمنتخب الأرجنتيني لتصل إلى مدافع مرسيليا القادم من الخلف غابريل هاينزه والذي سدد كرة رأسية من الوضع طائرًا وجدت طريقها إلى أقصى الزاوية اليُمنى لحارس النيجيري فانسون إنياما ولم يستطع الظهير الأيمن والمتمركز عند القائم الأيمن تشيدي أودياه اعتراض طريقها برأسه لتنتهي المباراة بهذه النتيجة. بعد انتهاء المباراة قال مارادونا : ”الحمد لله أننا فزنا وإلا فالندم سيكون كبيرًا على الفرص الكثيرة التي ضاعت، صنعنا عديد الفرص لكن لم نترجمها لأهداف وكان يمكن أن نخسر الفوز بأي هجمة معاكسة أو كرة خاطئة. منحت تعليمات لجميع المهاجمين لكن رغم هذا لم نتمكن من ترجمة الفرص لأهداف وبالتالي لم تخرج المباراة بالنتيجة التي تُظهر كيفية أدائنا خلالها لكن علينا ألا ننسى كذلك تفوق الحارس النيجيري، المهم أننا حققنا الانتصار لأن هذا يمنحنا الهدوء اللازم للاستعداد للمباريات القادمة“  بينما قال قائد منتخب الأرجنتين خافيير ماسكيرانو : ”أعتقد أن المباراة الأولى في المونديال دائمًا ما تكون صعبة خاصة حين تلعب أمام فريق قوي مثل نيجيريا، أعتقد أننا لعبنا مباراة جيدة ويجب أن نُواصل على هذا النهج بتحقيق الانتصارات في مثل هذا النوع من المباريات، وعلينا أيضًا أن نُطور من قدراتنا ومستوانا. المنافس تميز بالقوة البدنية والاندفاع وكذلك تحسن أداءهم كثيرًا بعدما تقدمنا حيث أرادوا التعديل وبالتالي امتلكوا رغبة أكبر، تيفيز ودي ماريا لم يكونا في المستوى صحيح لكنهم ساعدانا كثيرًا وساعدا ميسي وفيرون في تحركاتهما وعمومًا.. المهم أن يكون أداءنا جماعي ويتطور مستقبلًا“. وفي المقابل قال لاغرباك : ”هناك شعور بخيبة الأمل بسبب النتيجة لأننا لم نستحق الخسارة، لقد تدربنا جيدًا خلال الأيام الماضية وأضعنا عدد من الفرص في المباراة ولكن لا ننسى أنهم فريق يمتلئ بالنجوم الكبار. لسوء الحظ كان هناك خطأ دفاعي من جانبنا أدى للركلة الركنية، الدفاع أظهر رد فعل سلبي وبالتالي نحن لم نؤد جيدًا في الحالة الدفاعية ونحن نعاني من مشاكل في الركلات الثابتة لأن تركيزنا يتراجع خلالها وقد عوقبنا بسرعة على ذلك“. في المباراة تألق إنياما كثيرا وذاد عن مرماه ومنع نجم منتخب الأرجنتين ليونيل ميسي بالتحديد من تسجيل أي هدف في مرماه ما لفت أنظار العالم وقد قال : ”أدائي اليوم هو الأفضل لي خلال مسيرتي الكروية والمثير أنني تفوقت على أفضل لاعبي العالم، سر التألق؟ الله كان معي ومنحني الثقة الكاملة وجعلني ألعب براحة أكبر، لقد نجحت في إيقاف ميسي بمساعدة الله لي“. وهذا الأمر جذب اهتمام نادي إيه سي ميلان الإيطالي للتعاقد معه. انتقد لاعب منتخب الأرجنتين السابق أوزفالدو أرديليس أداء منتخب نيجيريا وقال بأن منتخب بلاده قام بأداء حصة تدريبية لا أكثر.

### الأرجنتين-كوريا الجنوبية
أشاد لاعب الوسط الأرجنتيني ليونيل ميسي بأجواء البطولة التي اعتبرها رائعة  بينما أثار خضوع الظهير غابريل هاينزه طوال ساعتين كاملتين لفحص المنشطات الكثير من القلق ولكن العينة طلعت سلبية. توقع المدرب الأرجنتيني كارلو بيانكي أن يحرز منتخب بلاده البطولة  بينما عبر مدرب منتخب إسبانيا فسينتي ديل بوسكي عن إعجابه بأداء منتخب الأرجنتين. أكد تقرير لجنة الحكام التابعة للاتحاد الدولي لكرة القدم أن الهدف الوحيد للمنتخب الأرجنتيني في مرمى المنتخب النيجيري برأس المدافع الأرجنتيني هاينزه في الدقيقة السادسة من عمر المباراة كان يجب إلغاؤه واحتساب ركلة حرة لمنتخب نيجيريا. وقد أوضح التقرير الذي صدر وجود تدخل من المدافع الأرجنتيني والتر صامويل على المهاجم النيجيري تشينيدو أوباسي أثناء تنفيذ لاعب الوسط خوان سيباستيان فيرون للركلة الركنية التي جاء منها الهدف وهي الإعاقة التي منعت أوباسي من الوصول إلى الكرة وسمحت لهاينزه بوضع الكرة برأسه في الشباك. قال الجناح خوناس غوتيريز أنه يشعر بالراحة عند اللعب في مركز الظهير الأيمن وأنه يعرف واجبات ومسئوليات هذا المركز  بينما قال المهاجم كارلوس تيفيز أن أي نتيجة غير تحقيق لقب البطولة يعتبر فشلا. قال مدرب الأرجنتين دييغو مارادونا أن فيرون تعرض إلى إصابة وبالتالي سيغيب عن المباراة المقبلة وسيحل مكانه ماكسيميليانو رودريغيز  بينما أصر المهاجم غونزالو هيغواين أن التدريب تحت قيادة مارادونا يمثل حافز كبير. تعرض مهاجم الأرجنتين السابق غابرييل باتيستوتا إلى سرقة غرفته بينما كان يزور بعثة منتخب الأرجنتين. أصدر الاتحاد الدولي لكرة القدم بيان رسمي قال فيه أنه فتح تحقيقا حول تسريب أقلام ليزر حمراء توجهت على عدة لاعبين منهم ميسي ومارادونا. وفي المقابل قال مدرب كوريا الجنوبية هو يونغ مو أنه يؤمل في أن يبلي لاعبيه حسنا أمام الأرجنتين المرشح لتحقيق لقب البطولة  بينما قال الحارس يونغ سونغ ريونغ بأنهم خائفون من ميسي وأن الحل الوحيد لايقافه هو كسر رجله. تمنى قائد كوريا الجنوبية بارك جي سونغ الخروج بنتيجة إيجابية أمام الأرجنتين كما حدث أمام اليونان. بدأت المباراة في تمام الساعة الواحدة والنصف. أسفرت المحاولات الأرجنتينية عن هدف التقدم في الدقيقة 17 اثر ضربة حرة في الناحية اليسرى لعبها رودريغيز ولكنها اصطدمت باللاعب الكوري بارك تشو يونغ الذي حولها إلى داخل مرمى فريقه عن طريق الخطأ. أثمرت المحاولات الأرجنتينية هدفا آخر في الدقيقة 33 اثر تمريرة متقنة من رودريغيز أيضا قابلها هيغواين الخالي من الرقابة بضربة رأس إلى داخل الشباك على يسار الحارس. وبينما استعد المنتخب الأرجنتيني للخروج من الشوط الأول متقدما بهدفين فاجأه المنتخب الكوري بهدف مباغت في الدقيقة الأولى من الوقت بدل الضائع عن طريق لي تشونغ يونغ. أعلن ميسي عن نفسه في الدقيقة 76 اثر هجمة منظمة أنهاها بتسديدة قوية من حدود منطقة الجزاء تصدى لها الحارس الكوري جونغ سونغ ريونغ وارتدت لميسي مجددا ليسددها من زاوية صعبة للغاية حيث عبرت الكرة حارس المرمى وارتطمت بالقائم وتهيأت أمام هيغواين الخالي تماما من الرقابة ليضعها في الشباك وهو على بعد خطوة واحدة من المرمى. وأكد ميسي وهيغواين خطورتهما مجددا بعدما قاد ميسي هجمة أرجنتينية في الدقيقة 80 ثم مرر الكرة متقنة إلى البديل سيرجيو أغويرو ليمررها الأخير بدوره إلى هيغواين الذي أودعها برأسه في الشباك دون عناء ليكون الهدف الشخصي الثالث له والرابع للفريق في هذه المباراة لتمنتهي بفوز الأرجنتين 4/1. بعد نهاية المباراة أكد مارادونا أن خطأ المدافع مارتن ديميكيليس دفع زملائه للعب بشكل أفضل في الشوط الثاني  بينما أكد ميسي أن عدم تسجيله للأهداف لا يزعجه. قال هيغواين أنه يشعر بالسعادة والمهم هو تحقيق الفوز  بينما قال قائد الأرجنتين خافيير ماسكيرانو وميسي أن الضوضاء في المدرجات سبب دخول الهدف لأنه من الصعب أن نسمع بعضها على أرض الملعب. وفي المقابل قدم لاعب الوسط يوم كي هون اعتذاره للشعل الكوري الجنوبي بسبب فشله في تسجيل هدف من الفرصة التي سنحت له عندما كانت النتيجة 1/2  بينما قال لاعب كوريا الجنوبية السابق تشا بوم كون أن العشوائية في الأداء هو السبب في الخسارة الكبيرة. قال مدرب كوريا الجنوبية مو أن آمال التأهل إلى الدور الثمن النهائي معلق على نتيجة المباراة المقبلة أمام نيجيريا  بينما قال المدافع تشا دو ري أن المباراة المقبلة ستكون حاسمة. عاش المهاجم بارك تشو يونغ كابوسا حسب قوله بعدما تسبب في دخول الهدف الأول للأرجنتين من دون قصد مما جعل وسائل الإعلام الكورية الجنوبية تحمله مسئولية الخسارة الكبيرة.

### اليونان-نيجيريا
أكد المدرب الألماني لمنتخب اليونان أوتو ريهاغل أن الوقت ما زال مبكرا لفقدان الأمل ويجب علينا أن نتحدث سويا ونحلل الموقف ثم نحسن أوضاعنا. قال الحارس أليكساندروس تزورفاس أن منتخب نيجيريا بأكمله خطير لأنه يضم لاعبين أقوياء بشكل كبير ولكننا يجب أولا أن نعد فريقنا بأفضل طريقة ممكنة وبعدها سنرى أفضل طريقة لإيقاف الفريق المنافس. تحدث تقارير صحفية أن ريهاغل صرح للاعبيه بأنه سيترك تدريب منتخب بعد نهاية البطولة. قال الظهير فاسيليس توروسيديس أن ما يحتاجونه هو أن يصبحوا أكثر عناد وأن يظهروا ذلك على أرض الملعب حتى لو لم يحققوا الفوز وأكد أنهم لن يشعروا بالإحباط طالما لعبوا جيدا. في الجانب المقابل قال المهاجم النيجيري أوسازي أوديموينغي أنه يجب أن نحقق الفوز على اليونان بينما قال قائد منتخب نيجيريا جوزيف يوبو أنهم سيتحسنون بحلول المباراة المقبلة حيث سيظهرون الوجه الحقيقي للمنتخب النيجيري مؤكدا بأنه عليهم بذل المزيد من الجهد أمام اليونان من أجل تحقيق الفوز واستعادة التركيز. المح السويدي لارس لاغرباك مدرب منتخب نيجيريا بأنه لا يستبعد إمكانية اجراء بعض التغييرات. قال الحارس فانسون إنياما أن المباراة ستكون صعبة ولكن ليس هناك أي مجال للخسارة والحصول على نقطة التعادل ستكون كافية. بدأت المباراة في تمام الساعة الرابعة. بمرور الوقت بدأ المنتخب النيجيري محاولات هجومية أكثر فعالية وسدد لاعبه كالو أوتشي ضربة حرة في الدقيقة 16 مرت من الجميع وخدعت الحارس اليوناني تزورفاس وسكنت الشباك على يساره ليكون هدف التقدم لنسور نيجيريا. فوجئ لاعبو المنتخب النيجيري وسط سيطرتهم على مجريات اللعب بالحكم الكولومبي أوسكار رييز الذي أدار اللقاء يشهر البطاقة الحمراء مباشرة في وجه اللاعب ساني كايتا في الدقيقة 33 لاعتدائه على اليوناني فاسيليس توروسيديس بدون كرة بعد خروج الكرة من الملعب. نجح المنتخب اليوناني في تسجيل هدف التعادل الثمين قبل نهاية الشوط اثر هجمة خطيرة تهيأت أمام ديميتريوس سالبيغيديس المندفع من الخلف ليسددها من حدود منطقة الجزاء قوة لتصطدم بقدم لقمان هارونا وتكمل طريقها إلى داخل الشباك في الزاوية البعيدة عن إنييما ليكون هدف التعادل قبل نهاية الشوط الأول. منح توروسيديس المنتخب اليوناني هدف التقدم في الدقيقة 71 اثر ضربة ركنية ارتدت إلى خارج منطقة الجزاء ليسددها ألكسندروس تزويليس قوية تصدى لها الحارس النيجيري ولكنها تهيأت أمام توروسيديس المتحفز ليضع الكرة في الشباك بسهولة لتنتهي المباراة بفوز اليونان 2/1. تم اختيار حارس مرمى منتخب نيجيريا فينسينت إنياما أفضل لاعب في المباراة للمرة الثانية على التوالي. أشاد رئيس الوزراء اليوناني جورج باباندرو بهذا الفوز قائلا أن المنتخب الوطني حقق ما يفخر به اليونانيون جميعهم وقديم بصيص أمل بعد شهور من الدعاية السلبية بسبب المشكلات الاقتصادية للبلاد. قال ريهاغل أن الفريق قدم كل ما بوسعه وأظهر مدى أهمية الفوز بالنسبة لنا والآن يتعين علينا أن نحسم الأمر في مباراتنا أمام الأرجنتين. قال لاغرباك أن اللاعب اليوناني مسك رأس كايتا وبعد الطرد فإن المنتخب اليوناني استطاع تسجيل هدفين. أكد لاعب الوسط ساني كايتا أنه ارتكب خطأ ويريد التقدم بالاعتذار للاعبين والشعب النيجيري  بينما قال دانييل أموكاتشي مساعد المدرب أنه يتوجب عليهم الارتقاء بالأداء وأن يحققوا الفوز في المباراة المقبلة على كوريا الجنوبية. أوضح جوزيف يوبو أن الفرصة ما زالت موجودة والمباراة الأخيرة ستحدد الوضع بأكمله وأضاف نشعر بخيبة أمل تماما لطرد كايتا والخسارة لقد تسبب الطرد بشكل كبير في الهزيمة لأنه قبل ذلك كنا متقدمين بهدف وكنا نسيطر على مجريات اللعب ولكن بعد طرد اللاعب تمكنوا من التعادل وأثر ذلك علينا. أكد اللاعب الدولي السابق دايرو سادي أنه يتوقع أداء أفضل من الفريق خلال مباراة كوريا الجنوبية. قال لاعب الوسط لقمان هارونا في بداية الموسم الماضي لم أكن أفكر أنني سألعب في كأس العالم ولكنني كنت محتفظا بالأمل دائما وأرى أنني طالما أقدم عروضا جيدة مع فريقي ستتاح أمامي الفرصة للمشاركة في كأس العالم وأضاف الرجل الأبيض (لارس لاغرباك) شخص يؤمن بقدرات اللاعب وهذا هو سبب تواجدي هنا في جنوب أفريقيا. لم أعان من أي ضغوط حتى أمام فريق كبير مثل المنتخب الأرجنتيني لأنني أعرف كيف ألعب كرة القدم. قدمنا صورة جيدة وسنركز الآن في مباراتنا المقبلة أمام اليونان. جاءتني الفرصة وانتزعتها. لقد كانت مباراة صعبة للغاية. لقد هاجمونا كثيرا لذلك كنت مضطرا للدفاع كثيرا بينما قال المهاجم ياكوبو إيغبيني لست مندهشا بما حققه هارونا حتى الآن لأنه يتدرب معنا (بالمنتخب) منذ عام 2008 وفي أنغولا كان لدينا عدد من لاعبي خط الوسط المدافعين وكان الأمر صعبا بالنسبة للمهاجمين وكنا بحاجة إلى لاعب خط وسط مبدع ونظرا لما رأيناه بالفعل لقد وجدنا ما نبحث عنه حيث سيقدم المزيد للمهاجمين.

### الأرجنتين - اليونان
أعرب نجم الكرة البلغارية المعتزل خريستو ستويتشكوف عن مساندته الكاملة لما يقوم به المدير الفني للمنتخب الأرجنتيني دييغو مارادونا في الوقت الذي قاله فيها انه لا يعتقد أن منتخب الأرجنتين أظهر كل ما لديه من قدرات. أوضح الأرجنتيني جيراردو مارتينو المدير الفني للمنتخب الباراغواياني أن المنتخب الأرجنتيني بقيادة مواطنه دييغو مارادونا يقدم عروضا جيدة ولكن المنتخب المكسيكي هو الفريق الذي أبهره بشكل أكبر. بسبب الإصابات والإنذارات أجرى دييغو مارادونا المدير الفني للمنتخب الأرجنتيني سبعة تعديلات على الأقل على التشكيل الأساسي خلال تدريباتهم استعدادا لمواجهة اليونان في مباراة يتطلع فيها منتخب الأرجنتين إلى الحفاظ على صدارة المجموعة الثانية. نبه دانييل أركوتشي كاتب السيرة الذاتية لدييغو مارادونا إلى أن المدير الفني للمنتخب الأرجنتيني يواجه اللحظة الأهم في حياته في تحد يتمتع لمواجهته بأسلحة أقل مقارنة مما كان يملك كلاعب. قرر المدير الفني للمنتخب الأرجنتيني دييغو مارادونا الرهان على ليونيل ميسي في رحلة البحث عن التأهل إلى دور الثمن النهائي عندما يلاقي اليونان واعتبر مارادونا أن منح ميسي راحة هو أمر بمثابة الخطيئة مع فرصته في إحراز أهداف رغم أن المدرب قرر إراحة عدد من اللاعبين للأدوار المقبلة. أكدت مصادر وثيقة الصلة بالمنتخب الأرجنتيني أن ليونيل ميسي سيحمل شارة قيادة بلاده للمرة الأولى خلال مباراة اليونان في ختام مواجهات المجموعة الثانية وقرر دييغو مارادونا منح شارة قيادة الفريق لميسي قبل يومين من عيد ميلاده الثالث والعشرين حسبما ذكرت صحيفة لا ناسيون. قائد المنتخب اليوناني جيورجوس كاراغونيس يعتقد بأن المنتخب الأرجنتيني قد يكون هو بطل العالم المقبل. يسعى لاعب خط الوسط اليوناني أثاناسيوس بريتاس إلى استغلال نقطة الضعف الأبرز في المنتخب الأرجنتيني وهي الدفاع وذلك عندما يلتقي المنتخبان. أكد الألماني أوتو ريهاغل المدير الفني لمنتخب اليونان أن منتخب اليونان ليس لديه ما يخسره أمام منتخب الأرجنتين. بدأت المباراة في تمام الساعة الثامنة والنصف بالتوقيت المحلي. في الدقيقة 78 حالف الحظ المنتخب الأرجنتيني حيث سدد أنخل دي ماريا ضربة ركنية أثارت ارتباكا داخل منطقة الجزاء انتهى بتسديدة من مارتن ديميكيليس في الشباك معلنا عن تقدم الأرجنتين 1/0. قبل دقيقة واحدة من نهاية المباراة أضاف مارتن باليرمو الهدف الثاني للأرجنتين حيث راوغ ليونيل ميسي الدفاع اليوناني ببراعة وسدد كرة قوية من حدود منطقة الجزاء تصدى لها الحارس وارتددت إلى باليرمو الذي تابعها بتسديدة في الشباك معلنا فوز الأرجنتين 2/0. تم اختيار لاعب وسط منتخب الأرجنتين ليونيل ميسي أفضل لاعب في المباراة. قدم الألماني أوتو ريهاغل للاتحاد اليوناني لكرة القدم استقالته من منصب المدير الفني لمنتخب اليونان والذي يتولى تدريبه منذ تسع سنوات.

### كوريا الجنوبية - نيجيريا
اتسم رد فعل الصحف الكورية الجنوبية على هزيمة منتخب البلاد أمام الأرجنتين في بخيبة الأمل ولكنه كان بعيدا عن نبرة اليأس. خرجت جماهير كرة القدم ووسائل الإعلام في كوريا الجنوبية في حالة من الحزن ولكن ليس بروح انهزامية بعد الهزيمة الثقيلة لمنتخب بلادهم أمام الأرجنتين 1/4. بعد أن قرر الابتعاد عن الإعلام لأكثر من شهرين نجحت صحيفة تشوسون الرياضية الكورية الجنوبية في كسر عزلة المهاجم الدولي سابقاً لي تشون سو والالتقاء به في موقع إقامته بالعاصمة سيول وألمح لي تشون سو بأنه شعر بخيبة الأمل بعدم تواجده في كأس العالم 2010 بجنوب أفريقيا ولكنه أكد بأنه بدأ في الاستعداد بشكل جدي ليكافح من أجل التواجد مع منتخبه الكوري الجنوبي في نهائيات كأس العالم 2014 بالبرازيل. أعرب هو يونغ مو المدير الفني للمنتخب الكوري الجنوبي عن ثقته في فوز رجاله على المنتخب النيجيري من أجل ضمان مقعد للمنتخب في دور الثمن النهائي وقال هو خلال مؤتمر صحفي إننا على أعتاب التأهل. تلقى لاعبو المنتخب النيجيري وعدا بحصول كل منهم على 30 ألف دولار في حالة تحقيق الفوز على كوريا الجنوبية والتأهل إلى الدور الثمن النهائي وسيحصل كل لاعب على 12 ألف و500 دولار أخرى في حالة تحقيق الفوز في دور الثمن النهائي وطالب ساني لولو رئيس الاتحاد النيجيري لاعبي المنتخب ببذل قصارى الجهد لتحقيق الفوز على كوريا الجنوبية واجتمع باللاعبين قبل التدريبات وطالبهم بالارتقاء لمستوى الحدث حيث لا تزال بلادهم تثق فيهم بشكل كبير. باتت الفرصة مواتية أمام المهاجم تشينيدو أوباسي للمشاركة في التشكيل الأساسي للمنتخب النيجيري للمرة الثانية خلال المباراة المرتقبة ضد أمام كوريا الجنوبية وشارك اوباسي بدلا من أوسازي أوديموينغي في المباراة الأولى والتي خسرها أمام الأرجنتين وكذلك سيشرك لارس لاغرباك المدير الفني لنيجيريا نوانكو كانو في التشكيل الأساسي للفريق ومن المتوقع أن يلعب كانو خلف المهاجمين ياكوبو إيغبيني وكالو أوتشي فيما سيجلس اللاعب الشاب لقمان هارونا الذي خاض أول مبارتين للفريق على مقاعد البدلاء ومن بين اللاعبين الذي سيبدؤون مباراة كوريا الجنوبية لاعب الوسط أييلا يوسف والظهير الأيسر رابيو أفولابي بعد إصابة تاي تايوو وأووا إلدرسون إكايجايل. تلقى لاعب الوسط النيجيري ساني كايتا تهديدات بالقتل بعدما حصل على البطاقة الحمراء وطرد خلال مباراة أمام المنتخب اليوناني وصرح كايتا بأنه تلقى تهديدات بالقتل لكنه أكد أنه لم ينزعج بتلك التهديدات. تقدم الاتحاد النيجيري لكرة القدم بشكوى رسمية إلى الاتحاد الدولي لكرة القدم بخصوصا تهديدات بالقتل أرسلت إلى ساني كايتا. قلل إيداه بيترسايد المتحدث الرسمي عن الاتحاد النيجيري من أهمية تهديدات بالقتل تلقاها لاعب الوسط ساني كايتا. بدأت المباراة في تمام الساعة الثامنة والنصف بالتوقيت المحلي. في الدقيقة 12 تقدم المنتخب النيجيري بهدف بعد أن توغل تشيدي أودياه بالكرة من الناحية اليمنى وأرسل كرة عرضية متقنة داخل منطقة الجزاء لينقض عليها كالو اوتشي ويخطفها داخل الشباك. حصل اوباسي على بطاقة صفراء في الدقيقة 38 بعد توجيهه دفعة باليد للي يونج بيو ليحصل المنتخب الكوري الجنوبي على ضربة حرة مباشرة من الناحية اليمنى لمنطقة جزاء نيجيريا ونفذ كي سونج يونج الضربة الحرة مباشرة ليرتقي لها لي جونج سو برأسه ثم يكملها برأسه داخل الشباك محرزا هدف التعادل. بعد مرور ثلاث دقائق فقط من بداية الشوط الثاني حصل المنتخب الكوري الجنوبي على ضربة حرة مباشرة من الناحية اليمنى لمنطقة جزاء نيجيريا سددها بارك تشو يونغ قوية لتصطدم بأرض الملعب وتسكن شباك فانسون إنياما. حصل الفريق النيجيري على ضربة جزاء بعد أن تعرض تشينيدو اوباسي للعرقلة داخل منطقة الجزاء من جانب كيم نام إيل ليحصل الأخير على بطاقة صفراء بعد أقل من خمس دقائق من نزوله وتقدم ياكوبو لتسديد ضربة مسجلا على يسار الحارس الكوري يونج سونج ريونج ليدرك التعادل 2/2 لبلاده في الدقيقة 69 لتنتهي المباراة بهذه النتيجة. تم اختيار لاعب وسط منتخب كوريا الجنوبية بارك جي سونغ أفضل لاعب في المباراة. أكد قائد المنتخب الكوري الجنوبي بارك جي سونغ أن منتخبه لا يرغب في الاحتفال الصاخب رغم الإنجاز التاريخي الذي حققه. قال رئيس كوريا الجنوبية لي ميونج باك في رسالة بعثها لمنتخب البلاد ونقلتها وكالة الأنباء الكورية يوناب : إنني أحتفل مع الناس وأهنئكم على التأهل إلى دور ال16 من كأس العالم للمرة الأولى خارج أرضنا. وأكد لي أن تفاني محاربو تايجوك منح جمهورهم ومواطنيهم تشجيعا وآملا كبيرين. قدم رئيس الإتحاد الكوري الجنوبي لكرة القدم تشو تشونغ يون اقتراحا للحكومة الكورية الجنوبية بإعفاء لاعبي المنتخب الكوري الجنوبي من الخدمة العسكرية بعد أن نجحوا في التأهل للدور الثمن النهائي بنهائيات كأس العالم 2010 بجنوب أفريقيا. وكان لاعبي المنتخب الكوري الجنوبي قد تحصلوا على هذا الشرف في سنة 2002 عندما نجحوا في الوصول إلى المركز الرابع بكأس العالم لتكون تلك المرة الأولى التي يعفى فيها لاعبي كرة قدم من الخدمة العسكرية. أكد لارس لاغرباك المدير الفني للمنتخب النيجيري أن منتخبه في غاية الحزن وخيبة الأمل بعد الفشل في عبور الدور الأول وألقى باللوم على هذه النتيجة على الأخطاء الصغيرة ولكنه أعرب عن سعادته بمستوى لاعبيه. رفض السويدي لارس لاغرباك المدير الفني للمنتخب النيجيري الحديث عن إمكانية بقائه مع المنتخب الذي خرج من الدور الأول لنهائيات كأس العالم لكرة القدم بعد التعادل مع كوريا الجنوبية وأعرب العديد من اللاعبين البارزين في المنتخب النيجيري عن مساندتهم للمدرب السويدي. اجتاحت الاتهامات المتبادلة معسكر المنتخب النيجيري بعد عرض باهت جديد في نهائيات كأس العالم وألقى المهاجم اوسازي اوديموينجي باللوم سريعا على الاتحاد النيجيري لكرة القدم على إقالة المدرب شايبو امادو قبل أربعة أشهر فقط من بداية المونديال ولكن تايو اوجونجوبي رئيس اللجنة الفنية باتحاد الكرة النيجيري لم يعجبه الحديث وقال المدافع النيجيري السابق ستيفان كيشي أن الفريق الرغبة الكافية على تحقيق النجاح. أعرب مسئولون بالاتحاد النيجيري عن اقتناعهم بالمجهود الكبير الذي بذله لاغرباك مع المنتخب وقدموا إليه عرضا للاستمرار مع المنتخب لمدة أربع سنوات وينتظر أن يناقش لاغرباك مع وكيل أعماله العقد الجديد بالتفاصيل ومنها التفاصيل المالية المعروضة من قبل الاتحاد النيجيري ويحصل لاغرباك بمقتضى العقد الحالي على راتب شهري يبلع 300 ألف دولار ولكن من المؤكد أن هذا الراتب سيتقلص في العقد الجديد لعدم قدرة الاتحاد النيجيري على دفع نفس الراتب لفترات طويلة.

## كوريا الجنوبية × اليونان
| كوريا الجنوبية                   | 2–0   | اليونان |
| -------------------------------- | ----- | ------- |
| لي يونغ سو 7' · بارك جي سونغ 52' | تقرير |         |

| كوريا الجنوبية | اليونان |

| كوريا الجنوبية: |    |                       |  |       |
|                 |    |                       |  |       |
| GK              | 18 | جونغ سونغ ريونغ       |  |       |
| RB              | 22 | تشا دو ري             |  |       |
| CB              | 4  | تشو يونغ هيونغ        |  |       |
| CB              | 14 | لي يونغ سو            |  |       |
| LB              | 12 | لي يونغ بو            |  |       |
| RM              | 17 | لي تشونغ يونغ         |  | 90+1' |
| CM              | 16 | كي سونغ يونغ          |  | 74'   |
| CM              | 8  | كيم جونغ وو           |  |       |
| LM              | 7  | بارك جي سونغ (القائد) |  |       |
| SS              | 19 | يوم كي هون            |  |       |
| CF              | 10 | بارك تشو يونغ         |  | 87'   |
| البدلاء:        |    |                       |  |       |
| MF              | 5  | كيم نام إيل           |  | 74'   |
| FW              | 11 | لي سيونغ ريول         |  | 87'   |
| MF              | 13 | كيم جو سونغ           |  | 90+1' |
| المدرب:         |    |                       |  |       |
| هوه يون مو      |    |                       |  |       |

| اليونان:    |    |                            |     |     |
|             |    |                            |     |     |
| GK          | 12 | أليكساندروس تزورفاس        |     |     |
| RB          | 2  | جوركاس سيتاريديس           |     |     |
| CB          | 8  | أفرام بابادوبولوس          |     |     |
| CB          | 11 | لوكاس فينترا               |     |     |
| LB          | 15 | فاسيليس توروسيديس          | 56' |     |
| CM          | 6  | ألكسندروس تزويليس          |     |     |
| CM          | 21 | كوستاس كاتسورانيس          |     |     |
| CM          | 10 | جيورجوس كاراغونيس (القائد) |     | 46' |
| LW          | 7  | جيورجيوس ساماراس           |     | 59' |
| RW          | 9  | أنجيلوس خاريستياس          |     | 61' |
| CF          | 17 | ثيوفانيس غيكاس             |     |     |
| البدلاء:    |    |                            |     |     |
| CM          | 3  | كريستوس باتساتزوغلو        |     | 46' |
| FW          | 14 | ديميتريوس سالبيغيديس       |     | 59' |
| FW          | 20 | بانتيليس كابيتانوس         |     | 61' |
| المدرب:     |    |                            |     |     |
| أوتو ريهاجل |    |                            |     |     |

| أفضل لاعب في المباراة: بارك جي سونغ-->مساعدي الحكم: جان هندريك هينتز تيفيتا ماكاسيني الحكم الرابع: مارتن فاسكيس |

## الأرجنتين × نيجيريا
| الأرجنتين  | 1–0   | نيجيريا |
| ---------- | ----- | ------- |
| هاينتسه 6' | تقرير |         |

| الأرجنتين | نيجيريا |

| الأرجنتين:     |    |                           |     |     |
|                |    |                           |     |     |
| GK             | 22 | سيرجيو روميرو             |     |     |
| CB             | 2  | مارتن ديميكيليس           |     |     |
| CB             | 13 | والتر صامويل              |     |     |
| CB             | 6  | غابرييل هاينتسه           |     |     |
| RM             | 17 | يوناس خويترريز            | 41' |     |
| CM             | 14 | خافيير ماسكيرانو (القائد) |     |     |
| CM             | 8  | خوان سيباستيان فيرون      |     | 73' |
| LM             | 7  | أنخل دي ماريا             |     | 85' |
| CF             | 10 | ليونيل ميسي               |     |     |
| ST             | 9  | غونزالو هيغواين           |     | 78' |
| ST             | 11 | كارلوس تيفيز              |     |     |
| البدلاء:       |    |                           |     |     |
| MF             | 20 | ماكسيميليانو رودريغيز     |     | 73' |
| FW             | 19 | دييغو ميليتو              |     | 78' |
| DF             | 4  | نيكولاس بورديسو           |     | 85' |
| المدرب:        |    |                           |     |     |
| دييغو مارادونا |    |                           |     |     |

| نيجيريا:     |    |                   |     |     |
|              |    |                   |     |     |
| GK           | 1  | فانسون إنياما     |     |     |
| RB           | 17 | تشيدي أودياه      |     |     |
| CB           | 2  | جوزيف يوبو (c)    |     |     |
| CB           | 6  | داني شيتو         |     |     |
| LB           | 3  | تاي تايوو         |     | 75' |
| CM           | 14 | ساني كايتا        |     |     |
| CM           | 15 | لقمان هارونا      | 77' |     |
| CM           | 20 | ديكسون إيتوهو     |     |     |
| RW           | 19 | تشينيدو أوباسي    |     | 60' |
| LW           | 18 | فيكتور أوبينا     |     | 51' |
| CF           | 8  | ياكوبو إيغبيني    |     |     |
| البدلاء:     |    |                   |     |     |
| FW           | 9  | أوبافيمي مارتينز  |     | 51' |
| FW           | 11 | أوسازي أوديموينغي |     | 60' |
| MF           | 12 | كالو أوتشي        |     | 75' |
| المدرب:      |    |                   |     |     |
| لارس لاغرباك |    |                   |     |     |

| أفضل لاعب في المباراة: فانسون إنياما مساعدي الحكم: جان هندريك سالفر مايك بيكل الحكم الرابع: خليل جلال |

## الأرجنتين × كوريا الجنوبية

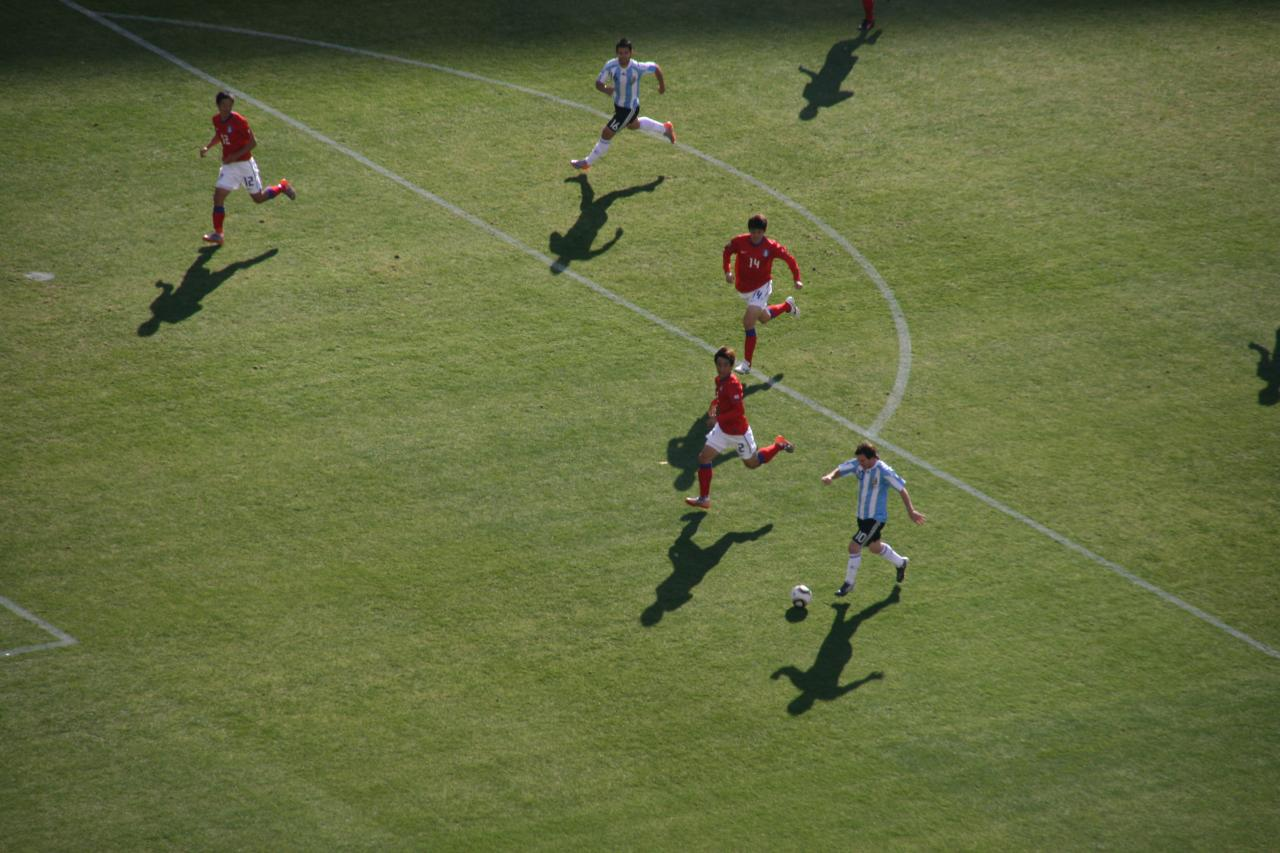
مباراة الأرجنتين وكوريا الجنوبية

| الأرجنتين                                                    | 4 – 1   | كوريا الجنوبية      |
| ------------------------------------------------------------ | ------- | ------------------- |
| بارك تشو يونغ 17' (في مرماه) · غونزالو هيغواين 33'، 76'، 80' | التقرير | 45+1' لي تشونغ يونغ |

| الأرجنتين | كوريا الجنوبية |

| الأرجنتين:     |    |                           |     |     |
|                |    |                           |     |     |
| GK             | 22 | سيرجيو روميرو             |     |     |
| RB             | 17 | خوناس غوتيريز             | 54' |     |
| CB             | 2  | مارتن ديميكيليس           |     |     |
| CB             | 13 | والتر صامويل              |     | 24' |
| LB             | 6  | غابرييل هاينتسه           | 74' |     |
| DM             | 14 | خافيير ماسكيرانو (القائد) | 55' |     |
| RM             | 20 | ماكسيميليانو رودريغيز     |     |     |
| LM             | 7  | أنخل دي ماريا             |     |     |
| AM             | 10 | ليونيل ميسي               |     |     |
| CF             | 9  | غونزالو هيغواين           |     | 82' |
| CF             | 11 | كارلوس تيفيز              |     | 75' |
| البدلاء:       |    |                           |     |     |
| DF             | 4  | نيكولاس بورديسو           |     | 24' |
| FW             | 16 | سيرخيو أغويرو             |     | 75' |
| MF             | 5  | ماريو بولاتي              |     | 82' |
| المدرب:        |    |                           |     |     |
| دييغو مارادونا |    |                           |     |     |

| كوريا الجنوبية: |    |                       |     |     |
|                 |    |                       |     |     |
| GK              | 18 | جونغ سونغ ريونغ       |     |     |
| RB              | 2  | أوه بوم سيوك          |     |     |
| CB              | 4  | تشو يونغ هيونغ        |     |     |
| CB              | 14 | لي جونج سوو           |     |     |
| LB              | 12 | لي يونغ بو            |     |     |
| CM              | 16 | كي سونغ يونغ          |     | 46' |
| CM              | 8  | كيم جونغ وو           |     |     |
| RW              | 17 | لي تشونغ يونغ         | 34' |     |
| AM              | 7  | بارك جي سونغ (القائد) |     |     |
| LW              | 19 | يوم كي هون            | 10' |     |
| CF              | 10 | بارك تشو يونغ         |     | 81' |
| البدلاء:        |    |                       |     |     |
| MF              | 5  | كيم نام إيل           |     | 46' |
| FW              | 20 | لي دونغ كوك           |     | 81' |
| المدرب:         |    |                       |     |     |
| وه يون مو       |    |                       |     |     |

| رجل المباراة: غونزالو هيغواين مساعدي الحكم: بيتر هيرمانس والتر فرومانز الحكم الرابع: جيروم دامون الحكم الخامس: سليستان نتاغونغيرا |

## اليونان × نيجيريا
| اليونان                                          | 2 – 1   | نيجيريا        |
| ------------------------------------------------ | ------- | -------------- |
| ديميتريوس سالبيغيديس 44' · فاسيليس توروسيديس 71' | التقرير | 16' كالو أوتشي |

| اليونان | نيجيريا |

| اليونان:    |    |                            |     |     |
|             |    |                            |     |     |
| GK          | 12 | أليكساندروس تزورفاس        |     |     |
| RB          | 16 | سوتيريوس كيرغياكوس         |     |     |
| CB          | 11 | لوكاس فينترا               |     |     |
| CB          | 8  | أفرام بابادوبولوس          |     |     |
| LB          | 15 | فاسيليس توروسيديس          |     |     |
| DM          | 19 | سقراط باباستاثوبولوس       | 15' | 36' |
| CM          | 6  | ألكسندروس تزويليس          | 60' |     |
| CM          | 21 | كوستاس كاتسورانيس          |     |     |
| RW          | 10 | جيورجوس كاراغونيس (القائد) |     |     |
| LW          | 14 | ديميتريوس سالبيغيديس       |     |     |
| CF          | 17 | ثيوفانيس غيكاس             |     | 80' |
| البدلاء:    |    |                            |     |     |
| MF          | 7  | جيورجيوس ساماراس           | 88' | 36' |
| CF          | 18 | سوتيريس نينيس              |     | 80' |
| المدرب:     |    |                            |     |     |
| أوتو ريهاجل |    |                            |     |     |

| نيجيريا:     |    |                       |     |     |     |
|              |    |                       |     |     |     |
| GK           | 1  | فانسون إنياما         |     |     |     |
| RB           | 17 | تشيدي أودياه          |     |     |     |
| CB           | 2  | جوزيف يوبو (القائد)   |     |     |     |
| CB           | 6  | داني شيتو             |     |     |     |
| LB           | 3  | تاي تايوو             |     | 55' |     |
| CM           | 20 | ديكسون إيتوهو         |     |     |     |
| CM           | 15 | لقمان هارونا          |     |     |     |
| RM           | 14 | ساني كايتا            | 33' |     |     |
| LW           | 12 | كالو أوتشي            |     |     |     |
| SS           | 11 | أوسازي أوديموينغي     |     | 46' |     |
| CF           | 8  | ياكوبو إيغبيني        |     |     |     |
| البدلاء:     |    |                       |     |     |     |
| SS           | 19 | تشينيدو أوباسي        | 88' | 46' |     |
| LB           | 21 | أووا إلدرسون إكايجايل |     | 55' | 77' |
| CB           | 5  | رابيو أفولابي         |     |     | 77' |
| المدرب:      |    |                       |     |     |     |
| لارس لاغرباك |    |                       |     |     |     |

| رجل المباراة: فانسون إنياما مساعدي الحكم: أبراهام غونزاليز همبيرتو كلافيجو الحكم الرابع: جويل أجيللار الحكم الخامس: ويليام توريس |

## نيجيريا - كوريا الجنوبية
| نيجيريا                                     | 2 – 2 | كوريا الجنوبية                      |
| ------------------------------------------- | ----- | ----------------------------------- |
| كالو أوتشي 12' · ياكوبو إيغبيني 69' (ركلة.) | تقرير | لي جونغ سوو 38' · بارك تشو يونغ 49' |

| نيجيريا | كوريا الجنوبية |

| نيجيريا:     |    |                       |     |     |
|              |    |                       |     |     |
| GK           | 1  | فانسون إنياما         | 31' |     |
| RB           | 17 | تشيدي أودياه          |     |     |
| CB           | 2  | جوزيف يوبو            |     | 46' |
| CB           | 6  | داني شيتو             |     |     |
| LB           | 5  | رابيو أفولابي         |     |     |
| CM           | 13 | أييلا يوسف            | 42' |     |
| CM           | 20 | ديكسون إيتوهو         |     |     |
| RW           | 19 | تشينيدو أوباسي        | 37' |     |
| LW           | 12 | كالو أوتشي            |     |     |
| SS           | 4  | نوانكو كانو           |     | 57' |
| CF           | 8  | ياكوبو إيغبيني        |     | 70' |
| البدلاء:     |    |                       |     |     |
| DF           | 21 | أووا إلدرسون إكايجايل |     | 46' |
| FW           | 9  | أوبافيمي مارتينز      |     | 57' |
| FW           | 18 | فيكتور نسوفور أوبينا  |     | 70' |
| المدرب:      |    |                       |     |     |
| لارس لاغرباك |    |                       |     |     |

| كوريا الجنوبية: |    |                 |     |       |
|                 |    |                 |     |       |
| GK              | 18 | جونغ سونغ ريونغ |     |       |
| RB              | 22 | تشا دو ري       |     |       |
| CB              | 4  | تشو يونغ هيونغ  |     |       |
| CB              | 14 | لي جونغ سوو     |     |       |
| LB              | 12 | لي يونغ بو      |     |       |
| RM              | 17 | لي تشونغ يونغ   |     |       |
| CM              | 16 | كي سونغ يونغ    |     | 87'   |
| CM              | 8  | كيم جونغ وو     |     |       |
| LM              | 7  | بارك جي سونغ    |     |       |
| SS              | 19 | يوم كي هون      |     | 64'   |
| CF              | 10 | بارك تشو يونغ   |     | 90+3' |
| البدلاء:        |    |                 |     |       |
| MF              | 5  | كيم نام إيل     | 68' | 64'   |
| MF              | 13 | كيم جاي سونغ    |     | 87'   |
| DF              | 15 | كيم دونغ جين    |     | 90+3' |
| المدرب:         |    |                 |     |       |
| هو يونغ مو      |    |                 |     |       |

| أفضل لاعب في المباراة: بارك جي سونغ (كوريا الجنوبية) مساعد الحكم: جوزيه كاردينال (البرتغال) بيرتينو ميراندا (البرتغال) الحكم الرابع: ماركو أنتونيو رودريغيز (المكسيك) الحكم الخامس: خوسيه لويس كامارغو (المكسيك) |

## اليونان - الأرجنتين
| اليونان | 0 – 2 | الأرجنتين                               |
| ------- | ----- | --------------------------------------- |
|         | تقرير | مارتن ديميكيليس 77' · مارتن باليرمو 89' |

| اليونان | الأرجنتين |

| اليونان:    |    |                      |     |     |
|             |    |                      |     |     |
| GK          | 12 | أليكساندروس تزورفاس  |     |     |
| RB          | 16 | سوتيريوس كيرغياكوس   |     |     |
| CB          | 11 | لوكاس فينترا         |     |     |
| CB          | 8  | أفرام بابادوبولوس    |     |     |
| LB          | 15 | فاسيليس توروسيديس    |     | 55' |
| DM          | 5  | فانجيليس موراس       |     |     |
| CM          | 19 | سقراط باباستاثوبولوس |     |     |
| CM          | 10 | جيورجوس كاراغونيس    |     | 46' |
| RW          | 6  | ألكسندروس تزويليس    |     |     |
| LW          | 21 | كوستاس كاتسورانيس    | 30' | 54' |
| CF          | 7  | جيورجيوس ساماراس     |     |     |
| البدلاء:    |    |                      |     |     |
| DF          | 4  | نيكوس سبيروبولوس     |     | 46' |
| MF          | 18 | سوتيريس نينيس        |     | 54' |
| MF          | 3  | كريستوس باتساتزوغلو  |     | 55' |
| المدرب:     |    |                      |     |     |
| أوتو ريهاجل |    |                      |     |     |

| الأرجنتين:     |    |                       |     |     |
|                |    |                       |     |     |
| GK             | 22 | سيرجيو روميرو         |     |     |
| RB             | 4  | نيكولاس بورديسو       |     |     |
| CB             | 2  | مارتن ديميكيليس       |     |     |
| CB             | 15 | نيكولاس أوتامندي      |     |     |
| LB             | 3  | كليمنتي رودريغيز      |     |     |
| RM             | 8  | خوان سيباستيان فيرون  |     |     |
| CM             | 5  | ماريو بولاتي          | 76' |     |
| LM             | 20 | ماكسيميليانو رودريغيز |     | 63' |
| AM             | 10 | ليونيل ميسي           |     |     |
| CF             | 16 | سيرخيو أغويرو         |     | 77' |
| CF             | 19 | دييغو ميليتو          |     | 80' |
| البدلاء:       |    |                       |     |     |
| MF             | 7  | أنخل دي ماريا         |     | 63' |
| MF             | 23 | خافيير باستوري        |     | 77' |
| FW             | 18 | مارتن باليرمو         |     | 80' |
| المدرب:        |    |                       |     |     |
| دييغو مارادونا |    |                       |     |     |

| أفضل لاعب في المباراة: ليونيل ميسي (الأرجنتين) مساعد الحكم: رافاييل إلياسوف (أوزبكستان) باخادير كوتشكاروف (قيرغيزستان) الحكم الرابع: بيتر أوليري (نيوزيلندا) الحكم الخامس: ماثيو تارو (جزر سليمان) |